# Mitsubishi 2MB1
Mitsubishi 2MB1 (định danh: 八七式軽爆撃機, "Máy bay ném bom hạng nhẹ Kiểu 87") là một loại máy bay ném bom hạng nhẹ sản xuất ở Nhật Bản vào giữa thập niên 1920 cho Lục quân Đế quốc Nhật Bản.

## Tính năng kỹ chiến thuật
Dữ liệu lấy từ The Illustrated Encyclopedia of Aircraft
Đặc điểm tổng quát
- Kíp lái: 2
- Chiều dài: 10.00 m (32 ft 10 in)
- Sải cánh: 14.80 m (48 ft 7 in)
- Chiều cao: 3.63 m (11 ft 11 in)
- Diện tích cánh: 60.0 m2 (646 ft2)
- Trọng lượng rỗng: 1.800 kg (3.970 lb)
- Trọng lượng có tải: 3.300 kg (7.280 lb)
- Powerplant: 1 × Hispano-Suiza, 336 kW (450 hp)

Hiệu suất bay
- Vận tốc cực đại: 185 km/h (115 mph)

Vũ khí trang bị
- 4 × súng máy 7,7 mm (.303 in)
- 500 kg (1,102 lb) bom